# DongRaeGu
Пак Су Хо (кор. 박수호, род. 3 июня 1991 года, Пусан, Республика Корея), более известный под своим никнеймом DongRaeGu или DRG, — корейский профессиональный игрок в StarCraft II, играющий за расу зергов и выступающий за команду Afreeca Freecs с 2019 года. Чемпион Global StarCraft II League 2012 года. По состоянию на конец 2020 года, за свою карьеру DongRaeGu заработал более 280 000 долларов призовых.

## Биография
После выхода StarCraft II: Wings of Liberty, Лим «BoxeR» Ё Хван отбирал талантливых игроков в собственную команду SlayerS. Приглашение получили Мун «MMA» Сон Вон и Пак «DongRaeGu» Су Хо. MMA принял его, однако Пак решил не рисковать и отклонил приглашение, поскольку не считал себя киберспортсменом и намеревался поступать в вуз. В 2011 году он получил приглашение присоединиться к команде MVP. Менеджер команды Чхве Юн Сан пообещал Паку, что если DongRaeGu не добьётся успеха в StarCraft II, то он оплатит репетиторов и поможет Паку поступить в университет. DongRaeGu принял это предложение.
В 2011 году DongRaeGu дошёл до финала BlizzCup, в котором проиграл MMA со счётом 3:4. В 2012 году он одержал победу на Global StarCraft II League и начал считаться одним из самых сильных игроков за зергов в мире. В конце года он выступал на GSL и GSTL, которые впервые в истории этих турниров проводились в Пусане, его родном городе, однако в обоих проиграл в полуфинале. Стивен «stuchui» Чиу считает, что эти поражения сломили Пака и положили конец DongRaeGu как лучшего зерга мира.
В 2016 году он прервал свою карьеру и отправился на военную службу. В армии ему разрешили служить с именным значком «DongRaeGu» на униформе. Для большинства корейских киберспортсменов военная служба становится концом киберспортивной карьеры, так как более года они теряют возможность следить за развитием игры и тренироваться, однако DongRaeGu после армии вернулся к активным тренировкам. В 2020 году, во втором сезоне GSL, DRG выбил в четвертьфинале фаворита турнира — Ли «INnoVation» Син Хёна, однако в дальнейшем проиграл в полуфинале.
Ник DongRaeGu образован из названия его родного района Пусана — Тоннэгу.

## Достижения
- 2011 MLG Pro Circuit Raleigh (3 место)
- IEM Season VI - Global Challenge New York (1 место)
- 2011 MLG Pro Circuit Championship Providence (3 место)
- 2011 GSL Blizzard Cup (2 место)
- 2012 MLG Winter Arena (2 место)
- 2012 Global StarCraft II League Season 1: Code S (1 место)
- 2012 MLG Winter Championship (2 место)
- 2012 MLG Spring Championship (1 место)
- 2012 Global StarCraft II League Season 3: Code S (3—4 место)
- 2012 Auction All Kill OnGameNet Starleague (2 место)
- Iron Squid – Chapter II (2 место)
- IEM Season VIII - Singapore (3—4 место)
- 2020 Global StarCraft II League Season 2 (3—4 место)